# Ким Сухён (актёр)
Ким Сухён (кор. 김수현, 金秀賢; род. 16 февраля 1988, Сеул, Республика Корея) — корейский актёр, певец, телеведущий , модель.

## Биография

### Детство и юность
Ким Сухён родился 16 февраля 1988 года в Сеуле в музыкальной семье. Мать Сухёна поощряла его посещения уроков актёрского мастерства в школьные годы. Его отец — известный в 1980-е годы корейский рок-певец Ким Джон Хун (англ. Kim Chung-hoon), солист группы «Семь дельфинов». Сводная сестра по отцу — Ким Джу На — тоже певица. Двоюродный брат Ким Хэ Соль, больше известный под именем Zion.T, — поп- и хип-хоп исполнитель, продюсер, автор песен. Несмотря на наличие таких разносторонних родственников, мальчик рос интровертом.
Ким Сухён окончил начальную, среднюю и высшую школы в районе Каннамгу. В средней школе Сухён был очень тихим мальчиком, ввиду своей природной замкнутости, и никто не ожидал увидеть его в индустрии развлечений. В средней школе он впервые начал играть для того, чтобы изменить свою личность. Но когда он начал старательно запоминать сценарии и практиковался в школьных спектаклях, то впервые задумался о том, чтобы стать актёром. Он сыграл в мюзиклах «Бриолин» и «Сон в летнюю ночь» в роли Пака в 2003 году.
В 2009 году Сухён поступил в университет Чунан в Сеуле на специальность «Актёр театра и кино».

### Карьера
В 2007 году у Сухёна состоялся дебют на телевидении — молодой актёр снялся в ситкоме «Улыбнитесь. Сейчас вылетит птичка» (англ. «Kimchi Cheese Smile»). Затем он появился в сериале 2008 года «Аквариумные рыбки», который основан на реальных событиях и повествует о проблемах школьников, вся жизнь которых сосредоточена на получении образования. Фильм завоевал несколько наград, включая премию Азиатско-Тихоокеанского вещательного союза. Также участвовал в проекте «Отчий дом» (2009). Мини-сериал «Отчий дом» состоял из 2-х эпизодов, в которой Сухён снимался вместе с опытным актёром Чхве Минсу. Кроме того, в 2009 году Ким Сухён появился в дораме «Будет ли снег на Рождество?» и в дораме «Гигант» (2010), сыграв младшую версию мужских персонажей. Участие в данных проектах позволило ему подняться по карьерной лестнице.
В 2009 году Ким Сухён играл роль в короткометражном фильме «Worst Friends by Namkoong Sun» («Заклятые друзья»), снятом Корейским национальным университетом искусств, который получил награду в категории «Лучшая социальная драма» на фестивале короткометражного кино. Он также был ведущим шоу «Sonyeon Sonyeo Гайо Baekseo» в том же году.
Ким Сухён получил большую популярность в 2011 году, сыграв деревенского парня, который оказывается музыкальным гением, в подростковом сериале «Одержимые мечтой». Не имея какого-либо опыта, молодой актёр учился пению и танцам в течение трёх месяцев в агентстве JYP Entertainment. Сухён учился петь и танцевать по несколько часов каждый день. Он принял участие в записи двух саундтреков для сериала: «Dreaming» и «Dream High». Сериал получил высокие рейтинги в Корее, завоевал несколько международных наград, в том числе впервые в истории корейского кино отмечен призом «Золотая роза» телевидения Швейцарии. После завершения первого сезона сериала артист участвовал в концертах и музыкальных шоу, сыграл эпизодическую роль в пилотной серии второго сезона. Второй сезон вышел на экраны в 2012 году, но уже с другим актёрским составом.
Его популярность резко возросла, когда он снялся в сериале «Солнце в объятиях Луны», рейтинг которого к финальному эпизоду достиг 42,2 %. Актёр снова принял участие в записи саундтрека, исполнив балладу «Only You», которая возглавила музыкальные чарты, а также более современную композицию «Another Way». Позже он выиграл награду как «Лучший актёр» на «2012 Baeksang Arts Awards». Его победу горячо обсуждали, так как он был самым молодым актёром в числе номинантов. После получения трофея Сухён сказал: «Я очень благодарен за это, но у меня такое такое чувство, будто мне задали много домашней работы. Я буду стараться стать лучшим актёром, чтобы быть достойным этой награды».
С успехом дорамы «Солнце в объятиях Луны» Сухён установил новый рекорд, будучи рекламной моделью 17 брендов одновременно, в том числе представителем ноутбуков, фотоаппаратов, костюмов, косметики, спортивной одежды, кофе, пиццы, мороженого, желе, прохладительных напитков, пива, смягчителя ткани и т. д. По словам представителей индустрии развлечений, Сухён получил более 6 млрд вон (5,3 млн $) за эксклюзивные сделки (большинство корейских знаменитостей из категории «A» зарабатывают от 300 млн до 350 млн вон).
В 2012 году Сухён дебютировал на большом экране в фильме «Воры», который называют в прессе корейской версией фильма «Одиннадцать друзей Оушена». Его герой, Чампано, самый молодой член банды корейских и китайских воров, которые объединились, чтобы украсть бриллиант «Слеза Солнца» в казино Макао. Фильм «Воры» стал самым кассовым фильмом в истории корейского кино на тот момент.
Пика своей славы в Корее и за рубежом Ким Сухён достиг, снявшись в сериале 2013 года выпуска «Человек со звезды», повествующем о любви мужчины с другой планеты и земной женщины. В это же году Ким Сухён исполнил роль шпиона, обладающего даром читать чужие мысли, в коммерчески успешном фильме «Тайная миссия». Через два года Ким Сухён снялся в сериале «Продюсеры», главными героями которого стали сотрудники телевизионного канала KBS. Часть сотрудников работает в компании много лет и не всегда готова воспринимать идеи молодого поколения.
Последняя кинематографическая работа — фильм 2017 года «Настоящий», в котором Ким Сухён исполняет сразу две роли. Осенью этого же года был призван в армию на 21 месяц. Демобилизован 1 июля 2019 года.

## Фильмография

### Фильмы
| Год  | Название                           | Оригинальное название | Роль                   |
| ---- | ---------------------------------- | --------------------- | ---------------------- |
| 2008 | Цветение сакуры (короткометражный) | 체리블로섬            | Хан Хюнджон            |
| 2009 | Худшие друзья                      | 최악의 친구           | Чунки                  |
| 2012 | Воры                               | 도둑들                | Зампано                |
| 2013 | Тайная миссия                      | 은밀하게 위대하게     | Вон Рёхван / Бан Донгю |
| 2014 | Мисс бабуля                        | 수상한 그녀           | Молодой мистер Пак     |
| 2017 | Настоящий                          | 리얼                  | Чан Тхэён              |

### Телесериалы
| Год         | Название                          | Оригинальное название     | Роль                             |
| ----------- | --------------------------------- | ------------------------- | -------------------------------- |
| 2007        | Kimchi Cheese Smile (дебют)       | 김치 치즈 스마일          | Ким Сохён                        |
| 2008        | Рыба джунглей / Аквариумные рыбки | 정글피쉬                  | Хан Джата                        |
| 2009        | Семь лет любви                    | 7년 후애                  | Чунджэ                           |
| 2009        | Будет ли снег на Рождество?       | 크리스마스에 눈이 올까요? | Cha Kang-jin                     |
| 2009        | Отчий дом                         | 아버지의 집               | Кан Джаиль                       |
| 2010        | Гигант                            | 자이언트;                 | Ли Сунмо                         |
| 2011        | Одержимые мечтой                  | 드림하이                  | Сон Самдон                       |
| 2012        | Солнце в объятиях Луны            | 해를 품은 달              | Ли Хвон, король династии Чосон   |
| 2012        | Одержимые мечтой 2                | 드림하이 2                | Сон Самдон                       |
| 2013 — 2014 | Человек со звезды                 | 별에서 온 그대            | До Минджун                       |
| 2015        | Продюсер                          | 프로듀사                  | Пэк Сынджан                      |
| 2019        | Отель дель Луна                   | 호텔 델루나               | Владелец отеля Blue Moon (камео) |
| 2020        | Любовное приземление              | 사랑의 불시착             | Пан Донгу (камео)                |
| 2020        | Псих, но всё в порядке            | 사이코지만 괜찮아         | Мун Гандаэ                       |
| 2021        | В один обычный день               | 어느 날                   | Ким Хюнсу                        |
| 2024        | Королева слёз                     | 눈물의 여왕               | Пэк Хён У                        |

### Музыкальные видеоклипы
| Название     | Год  | Исполнитель | Ref(s) |
| ------------ | ---- | ----------- | ------ |
| Ending Scene | 2017 | IU          | [ 22 ] |